# Vándorhárfás
A vándorhárfás a 18-20. század jellegzetes európai alakja, aki utcai zenélésből, hárfázással tartotta fenn magát.
A 17. századtól kezdve a kisebb méretű kampóshárfa, illetve 4-5 pedálos hárfák elterjedésével a hárfázás különös népszerűségre tett szert Európa szerte. A városiasodás hatására egyre több zenész választotta hivatásul az egyszerű emberek szórakoztatását, tiroli, angol, ír, skót, olasz stb. hagyományokat követve. Kialakult egy új életforma. A hangszerüket hátukon hordó zenészek városról városra jártak, vagy megtelepedtek egy-egy város valamely forgalmasabb, illetve szórakoztatásra szakosodott részén. Népdalokat, balladákat, saját szerzeményeket adtak elő. A 19. század második felében, az európai kivándorlás felerősödésével az USA városaiban is megjelentek a vándorhárfások.
A Habsburg Birodalom, illetve az Osztrák–Magyar Monarchia területén is ismert volt a vándorhárfás. Főképp Ausztriában, Csehországban és Magyarországon, de más részeken is. A legnagyobb hírnévre közülük Florian Gassmann (Most, 1729. május 3. – Bécs, 1774. január 22.) tett szert. Miután megszökött a ráerőszakolt kereskedői pálya elől, egy ideig mint vándorhárfás tengődött. Olaszországi tanulmányai befejeztével azonban sikeres zeneszerző lett és 1763-ban a későbbi II. József meghívta Bécsbe udvari balett-szerzőnek.
A hárfázás népszerűségét növelte, hogy az állami árvaházak lakóit gyakran taníttatták hárfázni. Így igyekeztek biztosítani, hogy azok felnőve képesek legyenek eltartani magukat.

## Magyarországi vándorok
Magyarországon a vándorhárfázás és az utcai hárfázás – nyilvánvalóan tiroli népi hagyományok alapján – a szintó cigányok és a németek között volt népszerű. Ők elsősorban a Duna vonalában és a Balaton körül éltek. Erről a vidékről, Tolnából származik Rohmann Henrik, illetve ebből a nemzetiségből Würtzler Arisztid hárfaművészek is. A magyarországi hárfások elterjedésével kapcsolatos elképzeléseknek ellentmond a Vasárnapi Ujság 1865. szeptember 3-i számában közölt egyik történet. E szerint Kolozs vármegyében, Velkéren boszorkányság miatt kiásták egy Hárfás Simon nevű cigányember hulláját, aki vagy akinek a családja a neve alapján zenész lehetett. Velkér több száz kilométerre esik a Duna vonalától.
Sipőcz József betyárokról szóló könyvében leírja, hogy a szintók jó kapcsolatban álltak a betyárokkal. Nemcsak szórakoztatták őket, de hasznos információkkal is szolgáltak nekik, hogy melyik módosabb udvarban mi, hol található.
A szintók repertoárja magyaros csárdásokból, nótákból, oláh cigány szövegű cigány dalokból, archaikus dallamú, szintó nyelvjárású dalokból állt. Hárfakészítéssel is foglalkoztak, kampós vagy kisebb pedálos népi hárfákat készítettek. A hatvanas években még tucatnyian járták az országot, sőt a Horváth és a Gertner családok néhány tagja még a 2000-es években is aktív volt. Az 1960-1980-as években Bari Károly, Kovalcsik Katalin és Sárosi Bálint gyűjtött a körükben. Az MTA Zenetudományi Intézetében Gertner János, Horváth János, Lehr József, Wuchinger Gáspár felvételeit őrzik. Az Intézet publikus adatbázisában egyetlen hárfás felvétel található és kereskedelmi forgalomban is csak ez az egy felvétel kapható. A YouTube-on több cigány hárfás televíziós felvétel is megtalálható. Egy régebbin Gertner János és veje hárfázik, néhány újabban pedig Strauss József, aki sokáig külföldön élt.
A gyorsan fejlődő Pest-Buda a 19. században majdhogynem német ajkú volt. A Tabánban egy külön szórakoztató negyed alakult ki, ahol állítólag megfordult Beethoven, Berzsenyi Dániel és Liszt Ferenc is. Lisztről közismert, hogy a magyaros és a cigányzene mélyen megihlette, illetve hogy fiatal korában támogatást kapott Sébastien Érardtól, a korszak legnevesebb hárfaépítőjétől. Loch Gergely könyvében az alábbi tabáni hárfásokat említi:
- Nagy Ignác Magyar Titok c. 1845-ben született regényében megemlíti, hogy egy híres tabáni kiskocsmában hárfás lány „gyönyörködtette trágár dalokkal a sörözőket”.
- Ágai Adolf 1908-as Utazás Pestről Budapestre c. könyvében így ír: „kancsal, apró szemű, duzzadt képű, ömleteg némber ült, aki szünet nélkül tépegette az ölébe hanyatlott hárfát, fogatlan szájának hamiskás mosolygásával énekelvén egy dalt, melyet hatvan éve hallottam utoljára, de el nem felejthetek”. A dal egy ballada volt, ami arról szólt, hogy egy lovag megszökteti apáca kedvesét a klastromból, ám üldözőbe veszik őket, és a lovagot felkoncolják, az apácát pedig élve befalazzák.
- A Tabán festője, Zórád Ernő szintén ismert egy hárfást: „mint ingázó ivó, egy bánatos szőke nőre emlékszem, ő hárfázott, egyedül és vakon”.

Reviczky Gyula Éneklő koldus című verse is egy öreg pesti vándorhárfásról szól.
A HarpPost blog cikksorozatban foglalkozott a vándorhárfásokkal.

## Külső hivatkozások
- Régi magyar hárfások filmhíradón HarpPost blog
- Magyar hárfakészítők (Kovalcsik Katalin cikke alapján) HarpPost blog
- Vándorhárfások HarpPost blog
- Én vagyok a csongorádi kisbéres. Lassú csárdás. Előadó Gertner János. Sárosi Bálint Gyűjtése (1962).
- Sárosi Bálint: Hungarian Instrumental Folk Music. Hungaroron Classic HCD 18236-37. Archiválva 2011. július 21-i dátummal a Wayback Machine-ben
- Gertner János és veje. YouTube